# 赤ドン雅
『赤ドン雅』(あかドンみやび)は2011年にエレコが開発、ユニバーサルエンターテインメントが発売したパチスロ機である。

## 概要
5号機のハナビシリーズとしては、7作目となる。「赤ドン」はミズホの製造だったが、本機はエレコが製造した。
1ゲームあたり純増1.8枚のセット数管理型ART「雅ラッシュ」を搭載しながらも、400枚以上の出玉を獲得できるボーナスを搭載している。ただし、出現確率が低く設定されているため、出玉を増やすメインはARTとなる。